# کاخ سلطنتی لا آلمودینا
۳۹°۳۴′۳″ شمالی ۲°۳۸′۴۹٫۹۹″ شرقی / ۳۹٫۵۶۷۵۰°شمالی ۲٫۶۴۷۲۱۹۴°شرقی

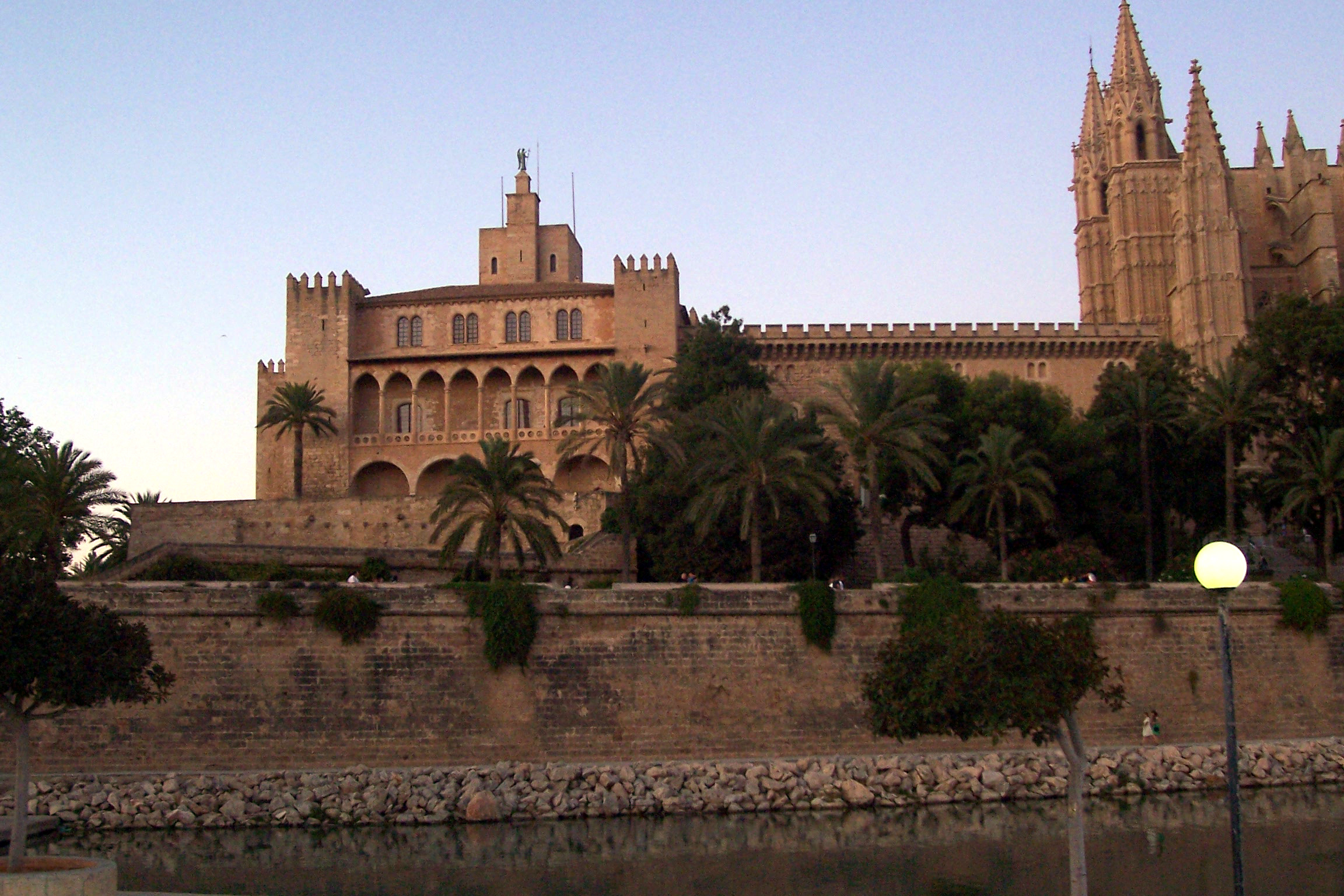
کاخ سلطنتی لا آلمودینا در مایورکا

کاخ سلطنتی لا آلمودینا یک قصر متعلق به زمان حکمرانی بنی امیه در جزیره مایورکا اسپانیا است که هم‌اکنون به موزه تبدیل شده‌است.

## پیشینه
بنی امیه از سال ۷۰۷ میلادی وارد این شهر شده و برای خود قصری بنا نمودند که پس از اشغال توسط مسیحیان در آن تغییراتی صورت گرفته بعنوان قصر استفاده شد.
در سال ۱۳۰۹ توسط پادشاه جیمز دوم مایورکا، طبق مدل کاخ سلطنتی مایورکا، این بنابازسازی شد و از آن پس  پادشاهان مایورکا، پادشاهان آراگونی و پادشاهان اسپانیا به‌طور متوالی در آن جا سکنی داشتند. ساختار فعلی المدینه مربوط به ساختمانی است که در قرن ۱۴ با فضاهای مختلف ساخته شده‌است. کاخ‌های پادشاه و ملکه، نمازخانه سنت آن یا حمام‌ها، برجسته ترین‌ها هستند.